# حیوانات مکانیکی
حیوانات مکانیکی (به انگلیسی: ‎Mechanical Animals‎) سومین آلبوم مریلین منسون در ۱۵ سپتامبر ۱۹۹۸ انتشار یافت.

## لیست آهنگ‌ها

### نسخه CD
تمام اشعار توسط منسون نوشته شده است.
| #   | عنوان                                               | زمان |
| ۱.  | دنیای سفید بزرگ                                     | ۵:۰۱ |
| ۲.  | شو یک بسط سیگاری                                    | ۳:۴۶ |
| ۳.  | حیوانات مکانیکی                                     | ۴:۳۳ |
| ۴.  | راک مرده‌است                                         | ۳:۰۹ |
| ۵.  | Disassociative                                      | ۴:۵۰ |
| ۶.  | سرعت رنج                                            | ۵:۳۰ |
| ۷.  | Posthuman                                           | ۴:۱۷ |
| ۸.  | من میخواهم غیب شوم                                  | ۲:۵۶ |
| ۹.  | من مواد مخدر دوست ندارم (اما آنها من را دوست دارند) | ۵:۰۳ |
| ۱۰. | مدل جدید شماره ۱۵                                   | ۳:۴۰ |
| ۱۱. | کاربرپسند                                           | ۴:۱۷ |
| ۱۲. | اساساً نفرت انگیز                                    | ۴:۴۹ |
| ۱۳. | آخرین زور روی زمین                                  | ۵:۰۱ |
| ۱۴. | اغماء سفید                                          | ۵:۳۸ |
| ۱۵. | بدون عنوان                                          | ۱:۲۲ |

- نسخه‌های انتشار یافته در کره و استرالیا دارای یک دی وی دی است که شامل ویدیوهای از «مردم زیبا»، «شو یک بسط سیگاری» و «رویاهای شیرین» میباشد.